# Ronde van Italië 2011/Zesde etappe
De zesde etappe van de Ronde van Italië 2011 werd op 12 mei 2011 verreden. Het was een heuvelachtige rit over een afstand van 195 km tussen Orvieto en Fiuggi Terme.

## Verloop van de etappe
Reeds na 14 kilometer ontsnapten de eerste twee renners uit het peloton. Later sloten nog drie renners zich bij hen aan en zo ontstond een kopgroep van vijf man: Veikkanen, Vandewalle, Veuchelen, Modolo en Popovytsj.
De voorsprong van de vijf liep rap uit naar vijf minuten, maar door het harde werk van de Rabobank-ploeg werd deze voorsprong ingelopen en begon het peloton aan de aankomst bergop. Het leek te gaan eindigen in een massasprint maar de Italiaan Danilo Di Luca gooide roet in het eten door op 600 meter van de streep te ontsnappen.
Alleen Alessandro Petacchi en Francisco Ventoso waren bij machte om de Italiaan bij te houden. De overwinning leek uit te gaan naar de beste sprinter, Alessandro Petacchi maar die hield 20 meter voor de streep de benen stil en zo won Francisco Ventoso.
De leider van het klassement Pieter Weening mag in de zevende etappe weer aantreden in de daarbij behorende roze trui, omdat het oprukkende peloton aaneengesloten finishte met de winnaar. Ook de witte trui hangt nog steeds om de schouders van Steven Kruijswijk.

## Uitslagen
| Orvieto - Fiuggi Terme 195 km |                     |                     |          |
| Plaats                        | Naam                | Ploeg               | Tijd     |
| Winnaar                       | Francisco Ventoso   | Team Movistar       | 5u15'39" |
| 2                             | Alessandro Petacchi | Lampre-ISD          | z.t.     |
| 3                             | Roberto Ferrari     | Androni Giocattoli  | z.t.     |
| 4                             | Danilo Di Luca      | Team Katusha        | z.t.     |
| 5                             | Davide Appollonio   | Team Sky            | z.t.     |
| 6                             | Michele Scarponi    | Lampre-ISD          | z.t.     |
| 7                             | Christophe Le Mével | Team Garmin-Cervélo | z.t.     |
| 8                             | Gerald Ciolek       | Quick Step          | z.t.     |
| 9                             | Paolo Tiralongo     | Astana              | z.t.     |
| 10                            | Ruggero Marzoli     | Acqua & Sapone      | z.t.     |
|                               |                     |                     |          |
| 23                            | Steven Kruijswijk   | Rabobank            | z.t.     |
| 36                            | Bart De Clercq      | Omega Pharma-Lotto  | z.t.     |

| Algemeen klassement |                     |                     |           |
| Plaats              | Naam                | Ploeg               | Tijd      |
| Roze trui           | Pieter Weening      | Rabobank            | 20u15'12" |
| 2                   | Kanstantsin Siwtsow | Team HTC-High Road  | + 0'02"   |
| 3                   | Marco Pinotti       | Team HTC-High Road  | z.t       |
| 4                   | Christophe Le Mével | Team Garmin-Cervélo | + 0'05"   |
| 5                   | Pablo Lastras       | Team Movistar       | + 0'22"   |
| 6                   | Vincenzo Nibali     | Liquigas-Cannondale | + 0'24"   |
| 7                   | Michele Scarponi    | Lampre-ISD          | + 0'26"   |
| 8                   | Steven Kruijswijk   | Rabobank            | + 0'28"   |
| 9                   | Alberto Contador    | Saxo Bank-SunGard   | + 0'30"   |
| 10                  | José Serpa          | Androni Giocattoli  | + 0'33"   |
|                     |                     |                     |           |
| 29                  | Kevin Seeldraeyers  | Quick·Step          | + 1'12"   |

## Nevenklassementen
| Puntenklassement |                     |                     |        |
| Plaats           | Naam                | Ploeg               | Punten |
| Rode trui        | Alessandro Petacchi | Lampre-ISD          | 48     |
| 2                | Christophe Le Mével | Team Garmin-Cervélo | 35     |
| 3                | Roberto Ferrari     | Androni Giocattoli  | 30     |
|                  |                     |                     |        |
| 6                | Pieter Weening      | Rabobank            | 25     |
| 23               | Jan Bakelants       | Omega Pharma-Lotto  | 11     |

| Bergklassement |                     |                     |        |
| Plaats         | Naam                | Ploeg               | Punten |
| Groene trui    | Martin Kohler       | BMC Racing Team     | 10     |
| 2              | Gianluca Brambilla  | Colnago-CSF Inox    | 8      |
| 3              | Christophe Le Mével | Team Garmin-Cervélo | 5      |
|                |                     |                     |        |
| 10             | Bart De Clercq      | Omega Pharma-Lotto  | 2      |

| Jongerenklassement |                    |                |           |
| Plaats             | Naam               | Ploeg          | Tijd      |
| Witte trui         | Steven Kruijswijk  | Rabobank       | 20u15'40" |
| 2                  | Fabio Duarte       | Geox-TMC       | + 0'15"   |
| 3                  | Peter Kennaugh     | Sky ProCycling | + 0'22"   |
|                    |                    |                |           |
| 7                  | Kevin Seeldraeyers | Quick Step     | + 0'44"   |

| Ploegenklassement |               |           |
| Plaats            | Ploeg         | Tijd      |
| 1                 | Team Movistar | 44u17'26" |
| 2                 | Astana        | + 0'18"   |
| 3                 | Geox-TMC      | + 0'34"   |

1e etappe ·
2e etappe ·
3e etappe ·
4e etappe ·
5e etappe ·
6e etappe ·
7e etappe ·
8e etappe ·
9e etappe ·
10e etappe ·
11e etappe ·
12e etappe ·
13e etappe ·
14e etappe ·
15e etappe ·
16e etappe ·
17e etappe ·
18e etappe ·
19e etappe ·
20e etappe ·
21e etappe
Startlijst · Eindstanden · Afbeeldingen